# ABC (entreprise)
Pour les articles homonymes, voir ABC.
ABC, pour Anglo Belgian Company de 1912 à 1979, puis Anglo Belgian Corporation, plus simplement ABC Diesel, est un constructeur de moteurs semi-lents, à destination des transports et l'énergie.

## Aperçu
La société, issue du regroupement d'industriels locaux, est fondée au début du 20e siècle en vue d'exploiter les brevets d'invention de Rudolf Diesel. Le montage financier prévoyait à l'origine des capitaux britanniques, d'où le nom, chose qui ne se fera pas en raison du contexte international. La jeune firme belge se développe rapidement à l'étranger, un débouché significatif étant le Congo, alors colonie. L'indépendance de ce dernier, marquera d'ailleurs un coup d'arrêt temporaire aux exportations de la firme flamande.
Au cours de son histoire, ABC signe plusieurs accords de licence, par exemple avec SEMT Pielstick en 1973.
La fin de décennie 1970 est synonyme de graves difficultés, avec la fermeture des chantiers navals belges. ABC est reprise en 1985 par la holding luxembourgeoise Ogepar.

## Produits
La firme gantoise développe des moteurs pour propulsion maritime (navires de pêche: chalutiers ; cargos, remorqueurs) et fluviale (barges, péniches), engins de manœuvre ferroviaire (locotracteurs). Auxquels il faut ajouter générateurs industriels, groupes électrogènes pour centrales électriques et nucléaires ainsi que, plus marginalement, installations de pompage.

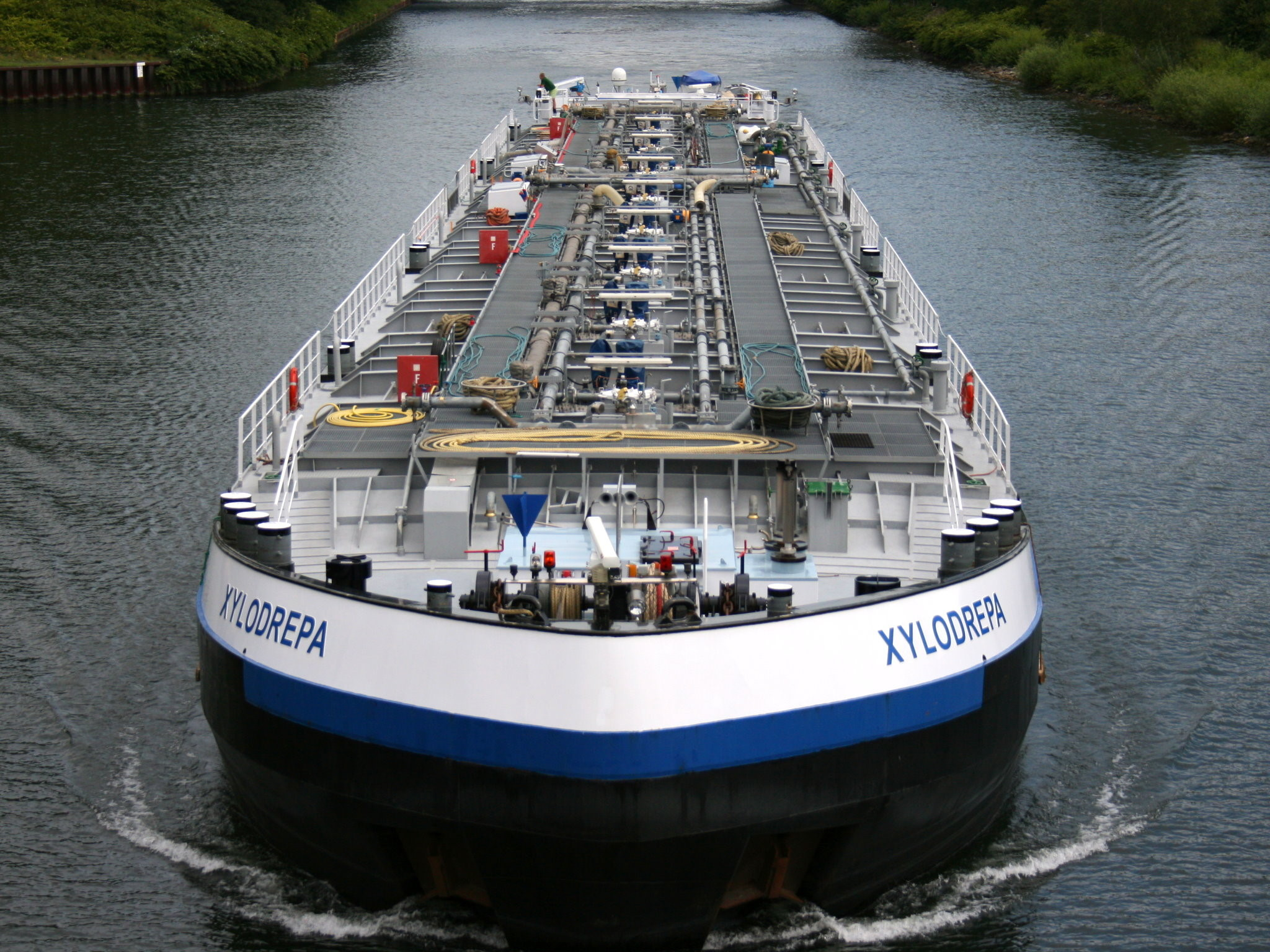
Sur un canal allemand.
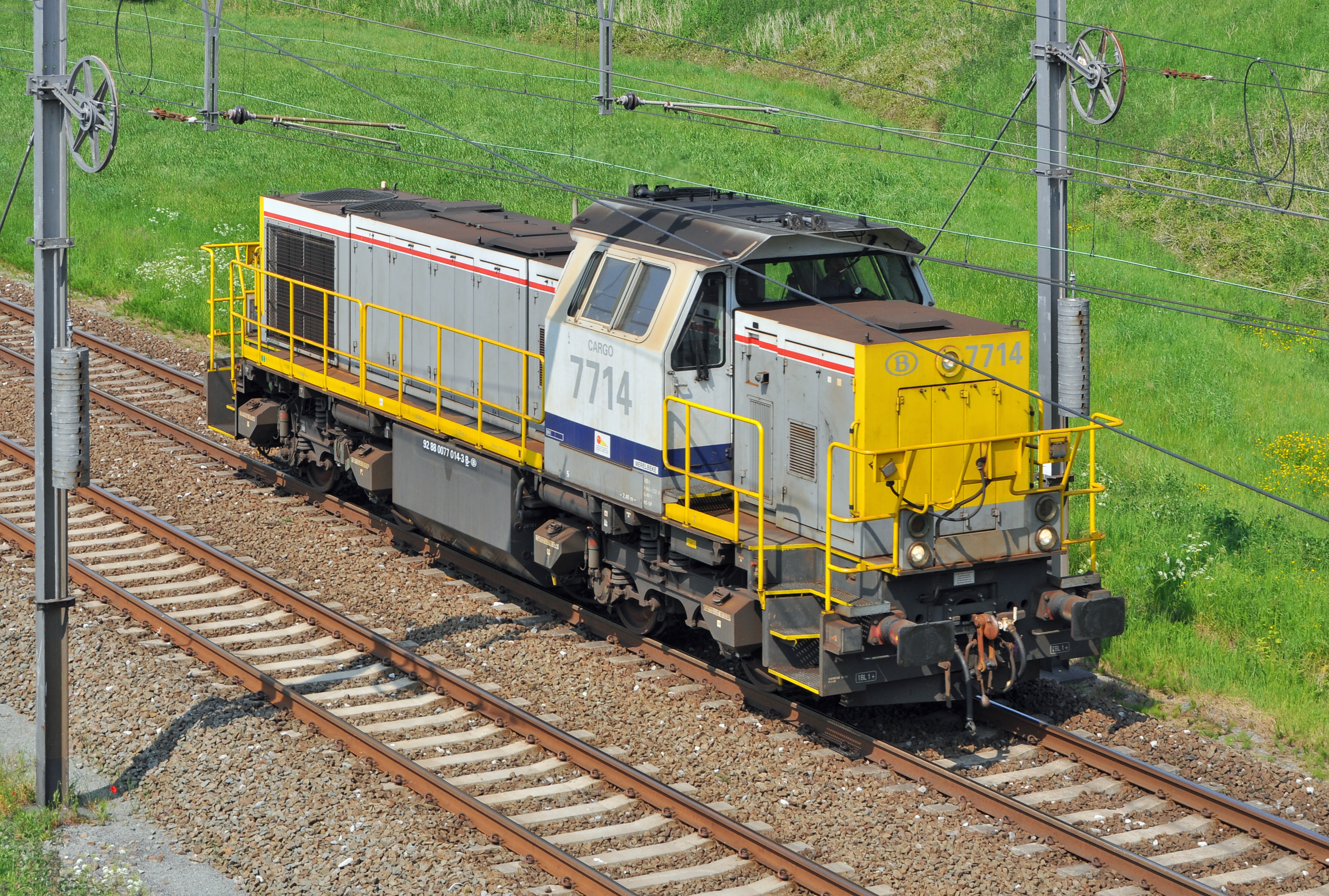
NMBS/SNCB class 77.

## Présence industrielle en France
ABC est présent de ce côté de la frontière depuis le début des années 2010, à la suite de l'acquisition d'une fonderie dans l'ouest, du pays.